# Perodua
Perodua, acronyme de Perusahan Otomobil Kedua Sdn Bhd (Second Constructeur Automobile, en français), est le second constructeur automobile de Malaisie. Il a été fondé en 1993, et produit, depuis lors, des modèles dérivés de Daihatsu. Plusieurs entreprises, tant malaises que japonaises, ont des parts dans le capital de Perodua : UMW Corporation Sdn Bhd (38 %), Daihatsu Motor Co. Ltd. (20 %), MBM Resources Berhad (20 %), PNB Equity Resources Corporation Sdn Bhd (10 %), Mitsui & Co. Ltd (7 %) and Daihatsu (Malaysia) Sdn Bhd (5 %).

## Histoire et modèles
La Perodua Kancil, tout premier modèle de la marque, débute sur le marché en août 1994. Par la suite, d'autres modèles s'ajoutent petit à petit à l'offre déjà existante : 
- La Perodua Rusa, une sorte de petit monospace, sortie en mars 1996
- La Perodua Kembara, un petit 4x4, sortie en août 1998
- La Perodua Kenari, un minispace, sortie en juin 2000
- La Perodua Kelisa, une citadine, sortie en août 2000
- La perodua MyVi, une citadine, sortie en 2005
- La Perodua Viva
- La Perodua Nautica
- La Perodua Alza

## Exportation
Les Perodua sont vendues dans treize pays en plus de la Malaisie, dont l'Égypte et le Royaume-Uni (où la Kancil s'appelait Perodua Nippa). Les modèles vendus en 2008 au Royaume-Uni sont tous des petites voitures urbaines : la MYVI, la Kelisa et la Kenari.

## Quelques chiffres
- Fin mars 2004, Perodua a écoulé 803 126 véhicules dans le monde.
- Capacité de production : 150 000 automobiles par an.